# Christoph Waltz
Christoph Waltz (Bécs, 1956. október 4. –) kétszeres Oscar-, Golden Globe- és BAFTA-díjas osztrák színész. 
Egyike azon kevés színészeknek, akik az összes BAFTA- és Oscar-jelölésükből elnyerték a díjat.

## Élete és pályafutása
Johannes Waltz és Elisabeth Urbancic gyermekeként született. Nagyszülei színészek voltak, Waltz maga is színjátszást tanult a bécsi Max Reinhardt Szemináriumban, valamint a New York-i Lee Strasberg Theatre and Film Institute-ban. Színházi színészként kezdte pályafutását, játszott Zürichben és a bécsi Burgtheaterben.
Később televíziós színész lett, szerepelt a Derrick, a Két férfi, egy eset és a Rex felügyelő epizódjaiban is, 2000-ben pedig saját filmet rendezett Wenn man sich traut címmel. 2010-ben Quentin Tarantino filmjében, a Becstelen brigantykban nyújtott alakításáért elnyerte a cannes-i filmfesztivál legjobb színészének járó díjat, valamint a legjobb férfi mellékszereplő Golden Globe- és Oscar-díjat.

## Magánélete
Folyékonyan beszél németül, angolul és franciául. Londonban él.
Első házasságból három gyermeke, míg a másodikból egy leánya született. Egyik fia rabbi Izraelben.

## Filmográfia

### Film
| Év   | Magyar cím                                                         | Eredeti cím                                                              | Szerep                           | Magyar hang            | Rendező                    |
| ---- | ------------------------------------------------------------------ | ------------------------------------------------------------------------ | -------------------------------- | ---------------------- | -------------------------- |
| 1979 |                                                                    | Steiner – Das Eiserne Kreuz, 2. Teil                                     | mentős (stáblistán nem szerepel) |                        | Andrew V. McLaglen         |
| 1981 |                                                                    | Kopfstand                                                                | Markus                           |                        | Veith von Fürstenberg (1.) |
| 1981 |                                                                    | Feuer und Schwert – Die Legende von Tristan und Isolde                   | Trisztán                         |                        | Veith von Fürstenberg (2.) |
| 1986 |                                                                    | Wahnfried                                                                | Friedrich Nietzsche              |                        | Peter Patzak               |
| 1988 | Varázsolj az életedért!                                            | Quicker Than the Eye                                                     | rendőrfőnök                      |                        | Nicolas Gessner            |
| 1991 | Életet az életért                                                  | Life for Life: Maximilian Kolbe                                          | Jan                              | Sinkovits-Vitay András | Krzysztof Zanussi (1.)     |
| 1995 |                                                                    | Ein Anfang von etwas                                                     | Herbert                          |                        | Nikolaus Leytner           |
| 1997 | A mi Urunk testvére                                                | Our God's Brother                                                        | Maksymilian Gierymski            | Stohl András           | Krzysztof Zanussi (2.)     |
| 1998 |                                                                    | Sieben Monde                                                             | Becker parancsnok                |                        | Peter Fratzscher           |
| 1998 | Az ivarérett nagyvárosiak különös viselkedése a párzási időszakban | Das merkwürdige Verhalten geschlechtsreifer Großstädter zur Paarungszeit | Charly                           |                        | Marc Rothemund             |
| 1999 |                                                                    | Die Braut                                                                | Károly Ágost                     |                        | Egon Günther               |
| 2000 | Ártatlan bűnöző                                                    | Ordinary Decent Criminal                                                 | Peter                            | F. Nagy Zoltán         | Thaddeus O'Sullivan        |
| 2000 | Túlélőtúra                                                         | Falling Rocks                                                            | Louis                            | Haás Vander Péter      | Peter Keglevic             |
| 2001 | Terror az Orient Expresszen                                        | Death, Deceit and Destiny Aboard the Orient Express                      | Ossama / Tarik                   |                        | Mark Roper (1.)            |
| 2001 | Szupertitkos küldetés                                              | Queen's Messenger                                                        | Ali Ben Samm                     |                        | Mark Roper (2.)            |
| 2001 | Az elveszett város kalandorai                                      | She                                                                      | Michael Vincey                   |                        | Timothy Bond               |
| 2003 | Bénító vágy                                                        | Der alte Affe Angst                                                      | pszichoanalitikus                |                        | Oskar Roehler              |
| 2003 |                                                                    | Schussangst                                                              | Johannsen                        |                        | Dito Tsintsadze            |
| 2003 |                                                                    | Herr Lehmann                                                             | doktor                           |                        | Leander Haußmann           |
| 2004 |                                                                    | Pact with the Devil                                                      | Rolf Steiner                     |                        | Allan A. Goldstein         |
| 2006 | Lapislazuli – A medve szeme                                        | Lapislazuli – Im Auge des Bären                                          | Czerny                           |                        | Wolfgang Murnberger        |
| 2009 | Becstelen brigantyk                                                | Inglourious Basterds                                                     | Hans Landa Standartenführer      | Csankó Zoltán          | Quentin Tarantino (1.)     |
| 2011 | Zöld darázs                                                        | The Green Hornet                                                         | Benjamin Chudnofsky              | Epres Attila           | Michel Gondry              |
| 2011 | Vizet az elefántnak                                                | Water for Elephants                                                      | August Rosenbluth                | Kőszegi Ákos           | Francis Lawrence           |
| 2011 | A három testőr                                                     | The Three Musketeers                                                     | Richelieu bíboros                | Forgács Péter          | Paul W. S. Anderson        |
| 2011 | Az öldöklés istene                                                 | Carnage                                                                  | Alan Cowan                       | Anger Zsolt            | Roman Polański             |
| 2012 | Django elszabadul                                                  | Django Unchained                                                         | Dr. King Schultz                 | Csankó Zoltán          | Quentin Tarantino (2.)     |
| 2013 | A zöld urai                                                        | Epic                                                                     | Mandrake (hangja)                | Csankó Zoltán          | Chris Wedge                |
| 2013 | A zéró elmélet                                                     | The Zero Theorem                                                         | Qohen Leth                       | Csankó Zoltán          | Terry Gilliam              |
| 2014 | Muppet-krimi: Körözés alatt                                        | Muppets Most Wanted                                                      | önmaga (cameoszerep)             | Gubányi György         | James Bobin                |
| 2014 | Förtelmes főnökök 2.                                               | Horrible Bosses 2                                                        | Burt Hanson                      | Csankó Zoltán          | Sean Anders                |
| 2014 | Nagy szemek                                                        | Big Eyes                                                                 | Walter Keane                     | Kárpáti Levente        | Tim Burton                 |
| 2015 | Spectre – A Fantom visszatér                                       | Spectre                                                                  | Ernst Stavro Blofeld             | Csankó Zoltán          | Sam Mendes                 |
| 2016 | Tarzan legendája                                                   | The Legend of Tarzan                                                     | Léon Rom                         | Csankó Zoltán          | David Yates                |
| 2017 | Tulipánláz                                                         | Tulip Fever                                                              | Cornelis Sandvoort               | Csankó Zoltán          | Justin Chadwick            |
| 2017 | Kicsinyítés                                                        | Downsizing                                                               | Dusan Mirkovic                   | Csankó Zoltán          | Alexander Payne            |
| 2019 | Alita: A harc angyala                                              | Alita: Battle Angel                                                      | Dr. Dyson Ido                    | Csankó Zoltán          | Robert Rodríguez           |
| 2019 |                                                                    | Georgetown                                                               | Ulrich Mott                      |                        | Christoph Waltz            |
| 2019 |                                                                    | QT8: The First Eight (dokumentumfilm)                                    | önmaga                           |                        | Tara Wood                  |
| 2020 | Rifkin fesztiválja                                                 | Rifkin’s Festival                                                        | Halál                            | Csankó Zoltán          | Woody Allen                |
| 2021 | A Francia Kiadás                                                   | The French Dispatch                                                      | Paul Duval                       | Csankó Zoltán          | Wes Anderson               |
| 2021 | Nincs idő meghalni                                                 | No Time to Die                                                           | Ernst Stavro Blofeld             | Csankó Zoltán          | Cary Joji Fukunaga         |
| 2022 | Meghalni egy dollárért                                             | Dead for a Dollar                                                        | Max Borlund                      |                        | Walter Hill                |
| 2022 | Pinokkió                                                           | Pinocchio                                                                | Volpe gróf (hangja)              |                        | Guillermo del Toro (1.)    |
| 2023 | A mágikus ajtó                                                     | The Portable Door                                                        | Humphrey Wells                   | Csankó Zoltán          | Jeffrey Walker             |
| 2024 |                                                                    | Old Guy                                                                  | Danny Dolinski                   |                        | Simon West                 |
| 2025 |                                                                    | Frankenstein                                                             | Dr. Pretorius                    |                        | Guillermo del Toro (2.)    |

### Televízió
- Rex felügyelő (1996) - Martin Wolf

## Fontosabb díjak és jelölések

### Cannes-i fesztivál
- 2009 díj: legjobb férfi alakítás (Becstelen brigantyk)

### Golden Globe-díj
- 2010 díj: legjobb férfi mellékszereplő (Becstelen brigantyk)
- 2013 díj: legjobb férfi mellékszereplő (Django elszabadul)

### Oscar-díj
- 2010 díj: legjobb férfi mellékszereplő (Becstelen brigantyk)
- 2013 díj: legjobb férfi mellékszereplő (Django elszabadul)

### BAFTA-díj
- 2009 díj: legjobb férfi mellékszereplő (Becstelen brigantyk)
- 2013 díj: legjobb férfi mellékszereplő (Django elszabadul)

## Fordítás
- Ez a szócikk részben vagy egészben a Christoph Waltz című angol nyelvű Wikipédia-szócikk fordításán alapul.  Az eredeti cikk szerkesztőit annak laptörténete sorolja fel. Ez a jelzés csupán a megfogalmazás eredetét és a szerzői jogokat jelzi, nem szolgál a cikkben szereplő információk forrásmegjelöléseként.